# Ronnie Musgrove
David Ronald "Ronnie" Musgrove, född 29 juli 1956 i Panola County, Mississippi, är en amerikansk demokratisk politiker. Han var guvernör i Mississippi 2000–2004.
Musgrove var sju år gammal då hans far, som var vägarbetare, dog. Modern arbetade på klädesföretaget Fruit of the Looms fabrik och hade fyra barn att uppfostra ensam efter makens död. Musgrove avlade juristexamen vid University of Mississippi där han blev vän med John Grisham som var en av hans studiekamrater.
Efter studierna gjorde Musgrove karriär som advokat, var sedan ledamot av Mississippis senat 1988–1996 och därefter viceguvernör 1996–2000. Efter en mandatperiod som viceguvernör kandiderade Musgrove i guvernörsvalet där ingen av kandidaterna fick en majoritet av rösterna och valet avgjordes i delstatens lagstiftande församling till Musgroves fördel. Musgrove efterträdde 2000 Kirk Fordice som guvernör och efterträddes 2004 av Haley Barbour.
Som guvernör förespråkade Musgrove en ny flagga för Mississippi som inte skulle innehålla konfederationens örlogsflagga. Det ordnades en folkomröstning om Mississippis flagga som Musgrove motiverade med att det skulle bli lättare att locka arbetskraft till delstaten med en ny flagga. Efter 2001 års folkomröstning beslöt Mississippi att behålla den gamla flaggan från år 1894. År 2001 meddelade Musgrove dessutom att hans äktenskap som hade varat i 24 år hade slutat i skilsmässa. Sex år senare gifte sig Musgrove om med Melody Bounds.
I fyllnadsvalet till USA:s senat år 2008 besegrades Musgrove av republikanen Roger Wicker.